# فين غوتورمسن
فين غوتورمسن (بالنرويجية البوكمول: Finn Guttormsen)‏ هو عازف جاز وملحن نرويجي، ولد في 16 يوليو 1968 في Mosjøen ‏ في النرويج.

## وصلات خارجية
- فين غوتورمسن على موقع ميوزك برينز (الإنجليزية)
- فين غوتورمسن على موقع أول ميوزيك (الإنجليزية)
- فين غوتورمسن على موقع ديسكوغز (الإنجليزية)